# Chupadero, Veracruz
Chupadero är en ort i Mexiko.   Den ligger i kommunen Tantoyuca och delstaten Veracruz, i den sydöstra delen av landet, 230 km norr om huvudstaden Mexico City. Chupadero ligger 119 meter över havet och antalet invånare är 137.
Terrängen runt Chupadero är platt, och sluttar söderut. Runt Chupadero är det ganska tätbefolkat, med 72 invånare per kvadratkilometer. Närmaste större samhälle är Tantoyuca, 7,0 km norr om Chupadero. Trakten runt Chupadero består till största delen av jordbruksmark.